# Математическая магия (трактат)
«Математическая магия» (полное название: «Математическая магия, или чудеса, которые могут быть достигнуты средствами механической геометрии: в двух книгах, касающихся механических сил [и] движений. Является одной из наиболее лёгких, приятных, полезных (и всё же пренебрегаемой большинством) частей математики, ранее не публиковавшаяся на этом языке» (англ. Mathematical Magick, or, The wonders that may by performed by mechanichal geometry: in two books, concerning mechanical powers [and] motions. Being one of the most easie, pleasant, useful (and yet most neglected) part of Mathematicks. Not before treated of in this language) — трактат английского священника и полимата Джона Уилкинса (1614 −1672). Впервые опубликован в 1648 году в Лондоне, второе издание было напечатано в 1680 году, последующие издания были опубликованы в 1691 и 1707 годах.

## Содержание
Уилкинс посвятил свой трактат Его Высочеству курфюрсту Пфальца (Карлу Людвигу), у которого Уилкинс служил капелланом с 1644 года. Трактат разделён на две книги, носящие символические названия «Архимед» и «Дедал», отражающие суть их содержимого. Так, в первой книге Уилкинс объясняет основные принципы механики и описывает традиционные механические устройства, использовавшиеся с древних времён, а во второй даёт прогноз будущих технических разработок, в частности, в сфере воздухоплавания. Трактат преследует цель распространения научных знаний и стимулирования интереса читателей к научным исследованиям.

## Первая книга
Первая книга, под названием «Архимед», состоит из 20 глав, в которых описаны традиционные механические устройства, такие как весы, рычаг, колесо, блок, полиспаст, клин и винт. Силы, действующие на них, сравниваются с силами, действующими в человеческом теле. Уилкинс ссылается на фразу, приписываемую Архимеду — «дайте мне точку опоры, и я переверну Землю», — и описывает действие ряда зубчатых передач. Также Уилкинс допускает теоретическую возможность достижения скорости, равной скорости вращения Земли на экваторе. Книга содержит сравнение осадных орудий, таких как катапульты, с орудиями времён Уилкинса.

## Вторая книга

### Различные устройства
Вторая книга — «Дедал» — состоит из 15 глав, описывающих различные механические устройства. Среди них — описания механизмов, способных действовать без человеческого вмешательства, таких как часы, водяные и ветряные мельницы. Уилкинс описывает действие механизмов за счёт движения воздуха в дымовой трубе или сжатого воздуха и предлагает проект наземной яхты — повозки с двумя мачтами и двумя парусами, оснащённой вертикальной ветровой турбиной. В книге описан ряд механических движущихся фигур в виде животных и людей, а также улучшенный проект подводной лодки, ранее спроектированной и построенной голландским изобретателем Корнелиусом Дреббелем.

### Искусство воздухоплавания
Уилкинс указывает, что человек мог бы летать по воздуху, если будет сооружено устройство, где человек мог бы сидеть, и это устройство будет разогнано в воздухе. В главе VII Уилкинс рассматривает различные способы, с помощью которых человек может летать, начиная с полётов при помощи духов и ангелов (о чём неоднократно упоминается в Библии), до полётов с помощью птиц, а также с помощью крыльев, присоединённых непосредственно к телу человека или к летающей колеснице. Уилкинс упоминает об известных ему попытках человека летать:

английский монах Эйлмер [вероятно, Эйлмер Малмсберийский], во времена исповедников сделал такие крылья и чтобы слететь с башни на протяжённое расстояние; другой монах [имеется в виду Фауст Вранчич] — с колокольни Сан-Марко в Венеции; ещё один — в Нюрнберге; Де Бусбек упоминает о турке из Константинополя, который также пытался это совершить. Бёртон упоминает эту цитату, отмечая, что эти новомодные остроумцы (согласно его циничному замечанию) через некоторое время выработают искусство летать. На самом деле, большинство из этих творцов, к сожалению, разбились, поломав руки или ноги, что объясняется отсутствием опыта— Mathematical Magick, p. 204
Уилкинс считает наиболее вероятным способом для полёта использование летающей колесницы, которая должна быть достаточного размера, чтобы внутри мог поместиться человек и оборудованной каким-то двигателем, либо иметь достаточный размер, чтобы в ней помещалось несколько человек, приводящих её в движение.

### Вечное движение и вечные лампы
В главах с IX по XV изложены рассуждения Уилкинса о возможности создания вечного двигателя, а также о лампах, могущих гореть в течение столетий, и способах изготовления таких ламп и вечного двигателя.

## Любопытные факты
- Книга была любимым чтением Исаака Ньютона в школьные годы[6].